# Noel Granger
Noel Francis Granger (ur. w 1931, zm. 11 czerwca 2011) – australijski zapaśnik walczący w stylu wolnym. Olimpijczyk z Melbourne 1956, gdzie zajął jedenaste miejsce w kategorii do 73 kg.

## Letnie Igrzyska Olimpijskie 1956
| Konkurencja      | Rundy eliminacyjne | Rundy eliminacyjne     | Klas. końcowa |
| Konkurencja      | Przeciwnik I       | Przeciwnik II          | Miejsce       |
| ---------------- | ------------------ | ---------------------- | ------------- |
| 73 kg styl wolny | Per Berlin (SWE) P | İbrahim Zengin (TUR) P | 11.           |